# Стејли (Северна Каролина)
Стејли (енгл. Staley) град је у америчкој савезној држави Северна Каролина.

## Демографија
По попису из 2010. године број становника је 393, што је 46 (13,3%) становника више него 2000. године.
| Група             | 2000.       | 2010.       |
| Белци             | 278 (80,1%) | 300 (76,3%) |
| Афроамериканци    | 22 (6,3%)   | 32 (8,1%)   |
| Азијати           | 0 (0,0%)    | 3 (0,8%)    |
| Хиспаноамериканци | 35 (10,1%)  | 37 (9,4%)   |
| Укупно            | 347         | 393         |